# Lignes de tramway de la SNCV dans la province de Brabant

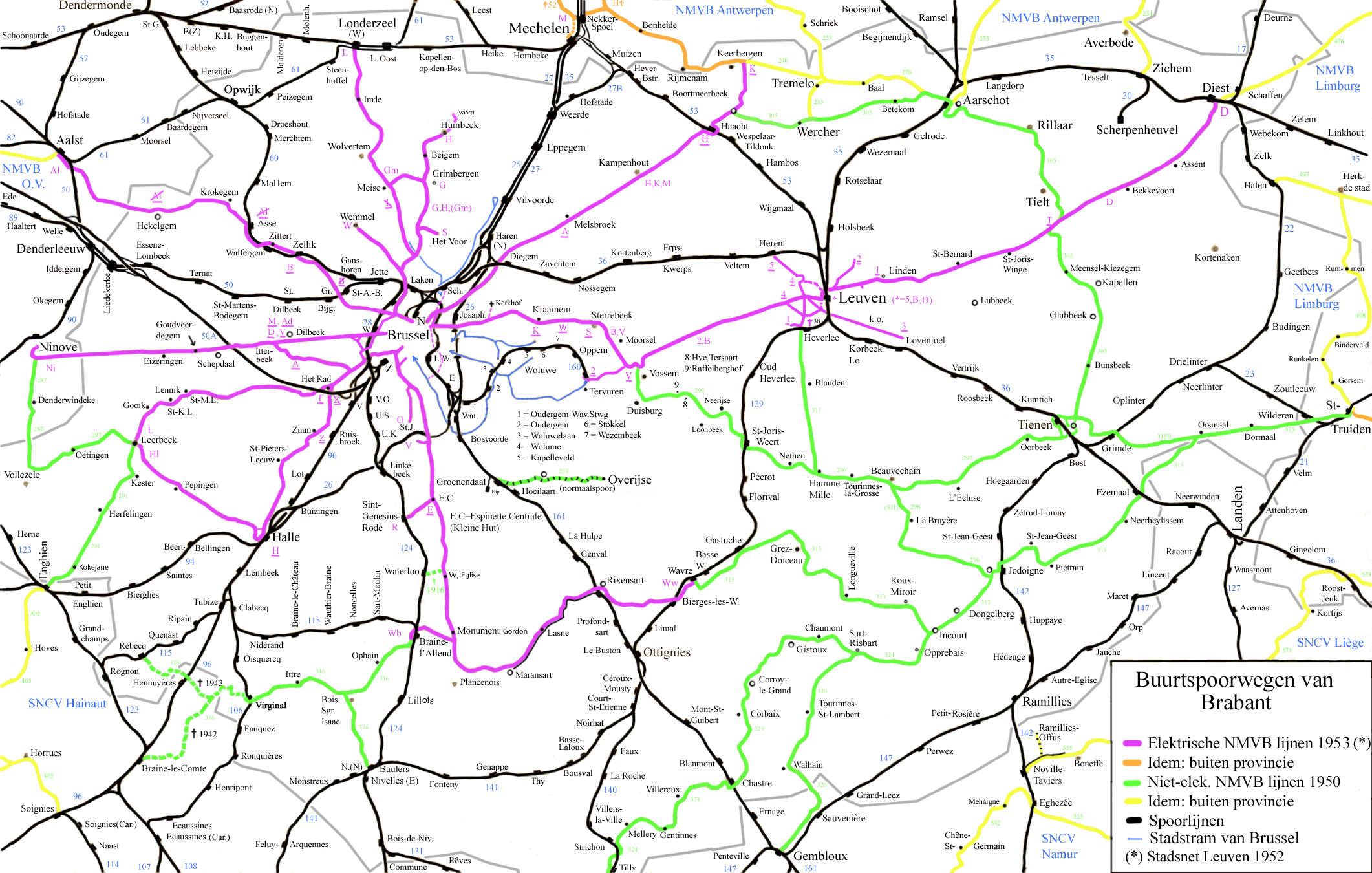
Plan des lignes.

Lignes de tramway vicinal de la Société nationale des chemins de fer vicinaux (SNCV) dans la province de Brabant.

## Groupe de Bruxelles
- 296 Bruxelles - Jodoigne / Tirlemont ;
- 309 Tervueren - Vossem ⚡ ;
- A Bruxelles - Dilbeek ⚡ ;
- Al Bruxelles - Alost ⚡ ;
- B Bruxelles - Louvain ⚡ ;
- Ex Midi - Expo ⚡ ;
- F Bruxelles - Anderlecht ⚡ ;
- H Bruxelles - Haecht ⚡ ;
- H Bruxelles - Hal ⚡ ;
- H Bruxelles - Humbeek ⚡ ;
- L Bruxelles - Leerbeek ⚡ ;
- L Bruxelles - Londerzeel ⚡ ;
- M Bruxelles - Dilbeek ⚡ ;
- Ni Bruxelles - Ninove ⚡ ;
- O Bruxelles - Uccle ⚡ ;
- R Bruxelles - Rhode-Saint-Genèse ⚡ ;
- V Dilbeek - Uccle ⚡ ;
- W Bruxelles - Braine-l'Alleud / Wavre ⚡ ;
- W Bruxelles - Wemmel ⚡ ;
- Ixelles Place Sainte-Croix - Schaerbeek Gare ⚡.

## Groupe de Louvain

### Lignes urbaines
| Nom | Alias Autres indices et tableaux | Début du service voyageurs | Fin du service voyageurs | Traction   |
| --- | -------------------------------- | -------------------------- | ------------------------ | ---------- |
| 1   |                                  |                            |                          | électrique |
| 2   |                                  |                            |                          | électrique |
| 3   |                                  |                            |                          | électrique |
| 4   |                                  |                            |                          | électrique |
| 5   |                                  |                            |                          | électrique |

### Lignes provinciales
| Nom   | Alias Autres indices et tableaux | Début du service voyageurs | Fin du service voyageurs | Traction            |
| ----- | -------------------------------- | -------------------------- | ------------------------ | ------------------- |
| 305/1 |                                  |                            |                          | vapeur              |
| 305/2 |                                  |                            |                          | vapeur              |
| 309   |                                  |                            |                          | vapeur              |
| 311   |                                  |                            |                          | vapeur              |
| 322   |                                  |                            |                          | vapeur → électrique |

## Autres lignes
- 287 Hal - Ninove[note 1] ;
- 293 Groenendael - Overijse ;
- 305A Aerschot - Tirlemont ;
- 305B Aerschot - Haecht ;
- 313 Jodoigne - Wavre ;
- 315 Saint-Trond - Jodoigne / Tirlemont ;
- 316 Nivelles - Braine-l'Alleud / Virginal[note 2] ;
- 320 Braine-l'Alleud - Wavre ;
- 324 Chastre - Courcelles ;
- 325 Chastre - Dongelberg ;
- 326 Opprebais - Gembloux ;
- Waterloo Gare - Mont-Saint-Jean[note 3].